# Sergi de Ràdonej
Sergi de Ràdonej   (Rostov, 3 de maig de 1314 - Sérguiev Possad, 25 de setembre de 1392), rus: Сергий Радонежский Sergui Rádoniejsky fou un monjo starets rus, considerat el pare del monaquisme rus. És venerat com a sant per diverses confessions cristianes. Juntament amb sant Serafí de Sarov és el sant rus més venerat.

## Biografia
Va néixer amb el nom de Varfolomei (en rus Варфоломей) en el si d'una família noble de la regió de Rostov. Els seus pares es deien Kiril (Кирилл) i Maria (Mapия), i tenia dos germans més: Stepan (Стефан) i Piotr (Пётр). En perdre les seves possessions, la família es veié obligada a emigrar cap a l'óblast de Moscou.
Després de la mort dels seus pares, Stepan i Varfolomei van prendre els hàbits i foren destinats a Khotkovo, prop de Moscou. Uns anys més tard, van decidir construir una església dedicada a la Santíssima Trinitat al puig de Makovets.
Poc després, Stepan va ingressar en un monestir de Moscou mentre Varfolomei es va retirar com a ermità tot sol en un bosc a tocar de l'església que havien fundat i va decidir prendre el nom de Sergi (en rus Сергий Sergui). De seguida, se li van afegir monjos que volien seguir els seus rituals i el seu modus vivendi, i el van nomenar Pare superior. Seguint el seu exemple, tots els monjos havien de sobreviure amb el seu propi esforç i havien de tallar llenya i construir-se la seva pròpia cabana on aixoplugar-se. Amb el temps, més monjos van adherir-se al grup, el poblat monacal va créixer i va agafar fama com el «Raval d'en Sergi» (Сергиев Посад, Sèrguiev Posad).
Posteriorment, deixebles seus van començar a viatjar i a escampar les seves ensenyances arreu de Rússia i van fundar prop de 400 nous monestirs (Borisoglebski, Ferapóntov, Kirillo-Belozerski, Visotski, Andrónikov, Símonov, etc.). El mateix Patriarca de Moscou Alexis li va demanar que el succeís a la seva mort, però Sergi refusà. El venerable Sergi morí el 25 de setembre de 1392.

## Veneració
El 1422 les seves restes mortals foren enterrades solemnement en un sepulcre de l'altar major del monestir de la Santissíma Trinitat, antic Raval d'en Sergi. Trenta anys més tard, el fundador fou canonitzat com a Sant Sergi de Ràdonej i el monestir passà a anomenar-se monestir de la Santíssima Trinitat i Sant Sergi (Троице-Сергиева Лавра, Troitse-Sèrguieva Lavra).

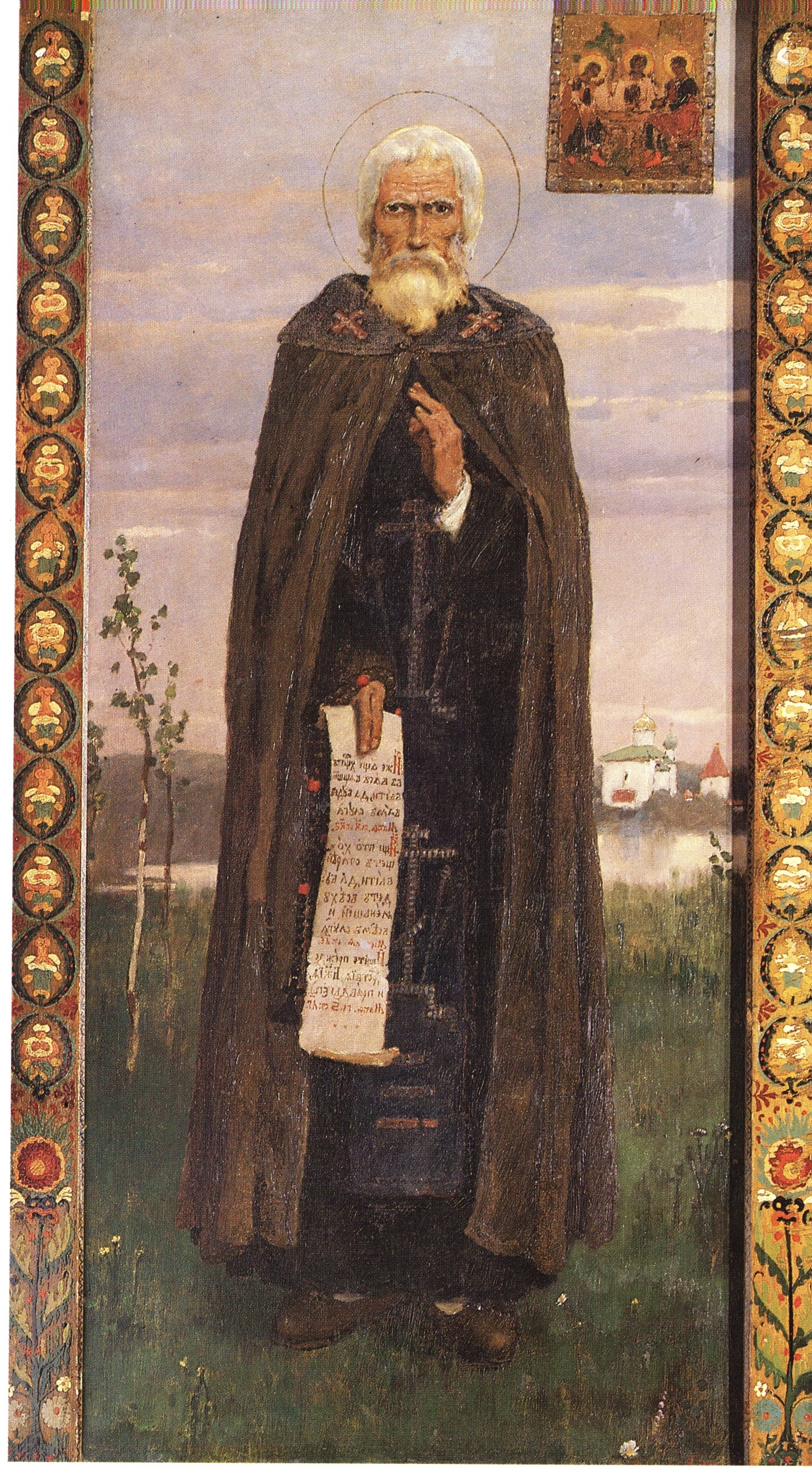
Sergi de Ràdonets segons Víktor Vasnetsov, 1882
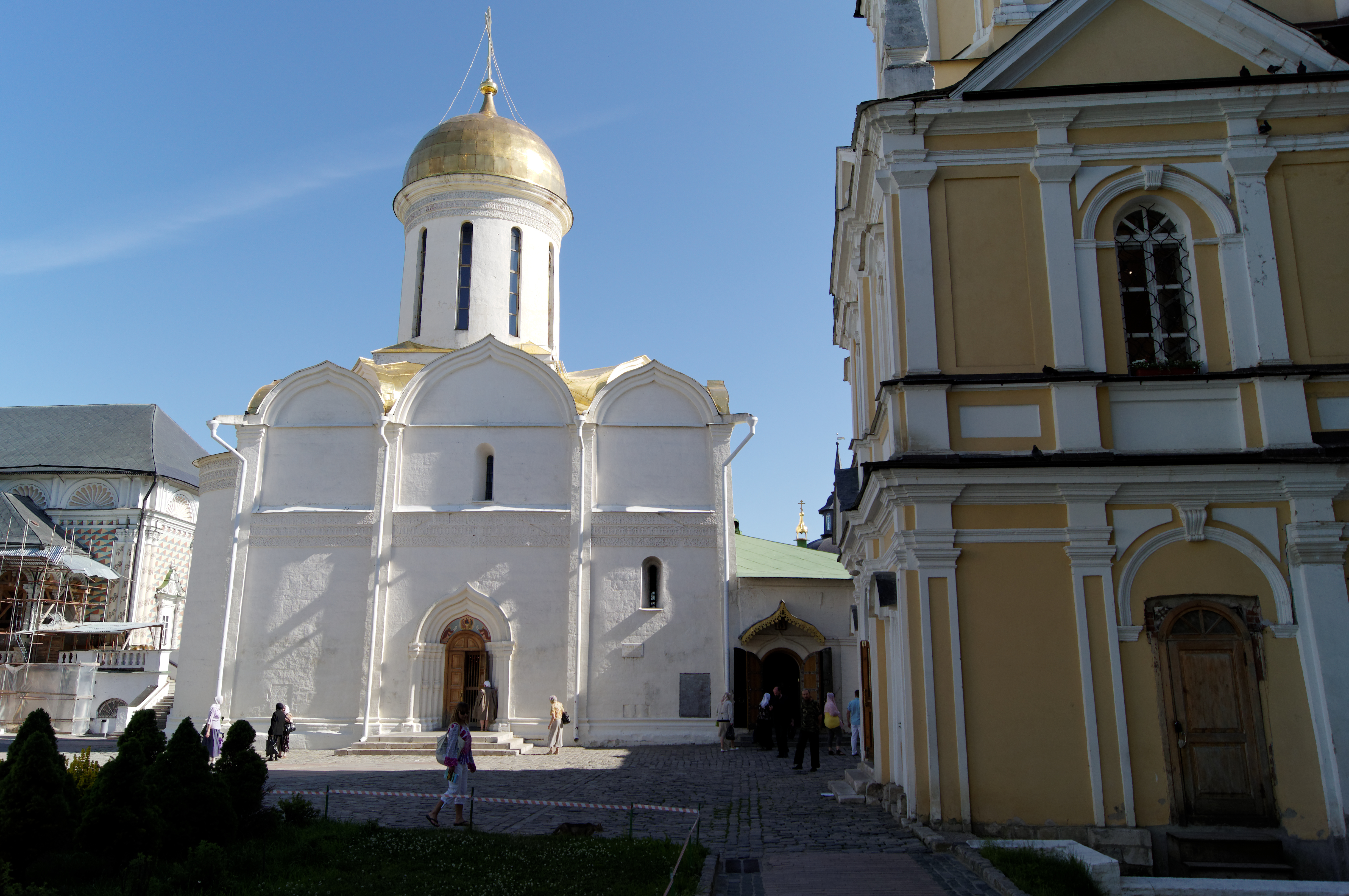
Catedral de la Trinitat, on hi ha les restes del sant
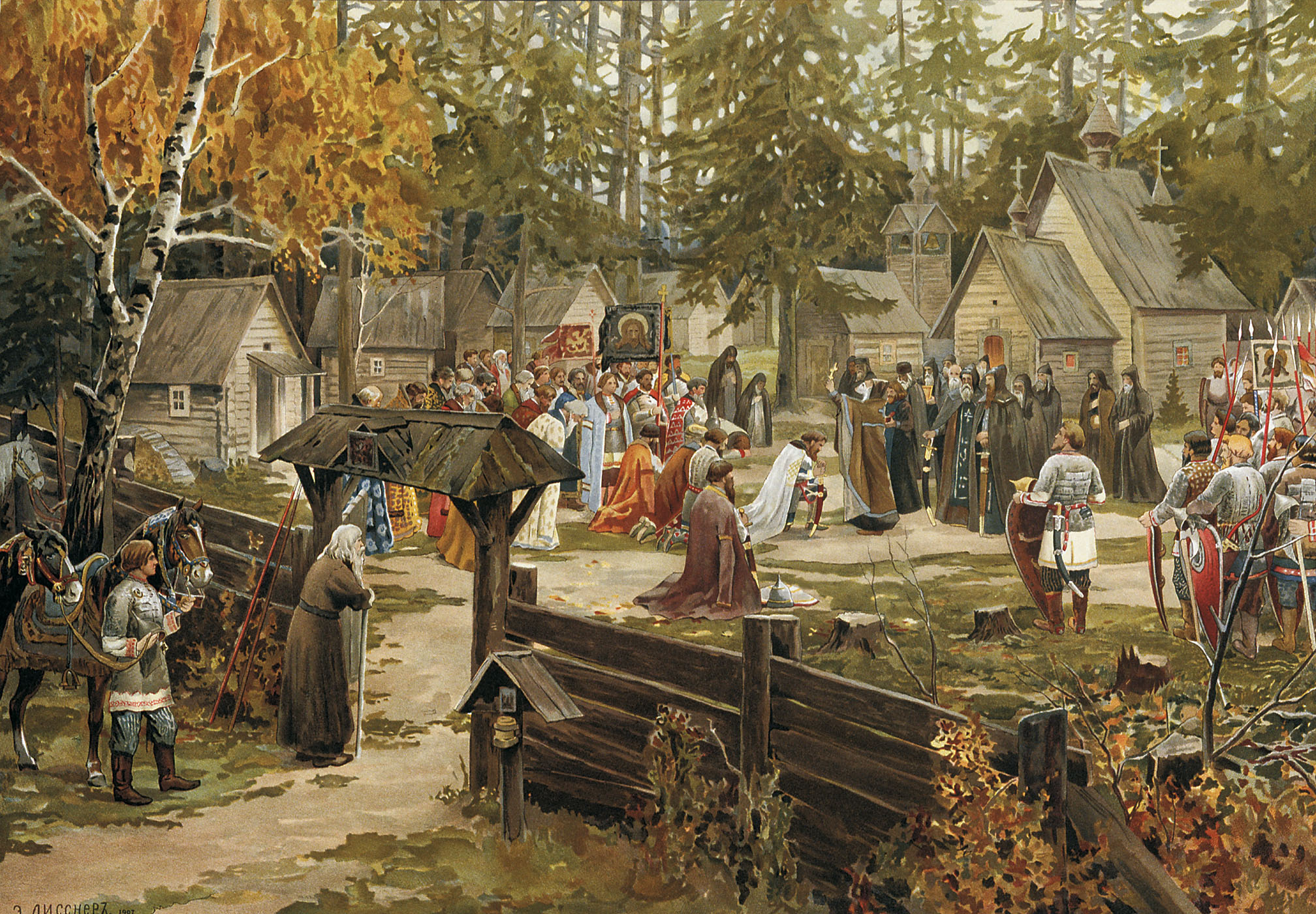
Sant Sergi beneint Dmitri Donskoi abans de la batalla de Kulikovo, quadre del segle xix

L'Església Ortodoxa Russa celebra el 25 de setembre (dia de la seva mort) i el 5 de juliol (dia que es van enterrar les seves restes al monestir).